# Anthene lycaenina
Anthene lycaenina är en fjärilsart som beskrevs av Felder 1868. Anthene lycaenina ingår i släktet Anthene och familjen juvelvingar. Inga underarter finns listade i Catalogue of Life.

## Bildgalleri

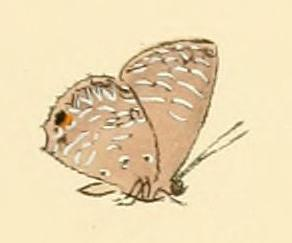
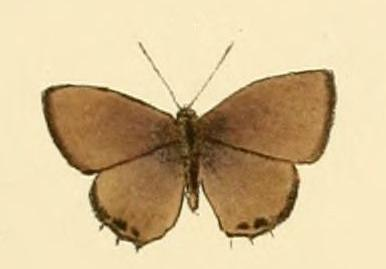
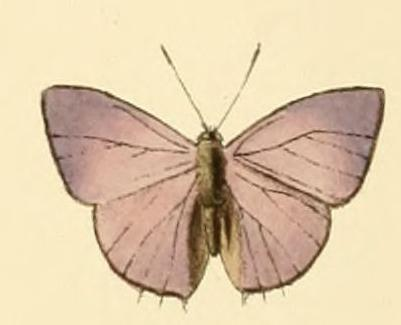
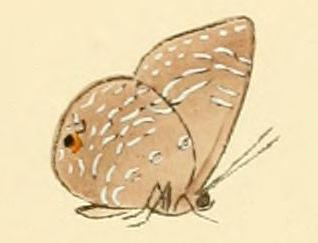
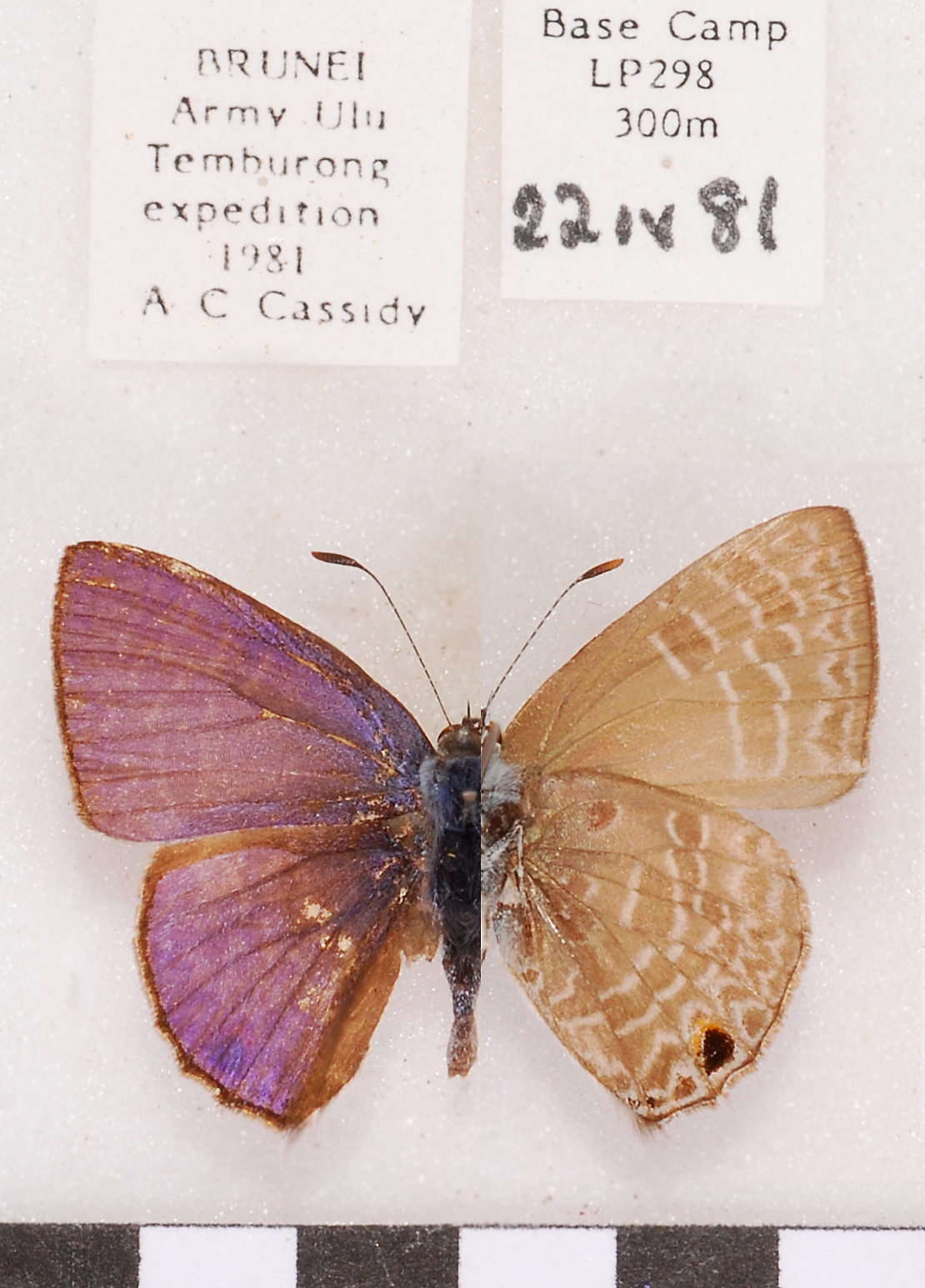
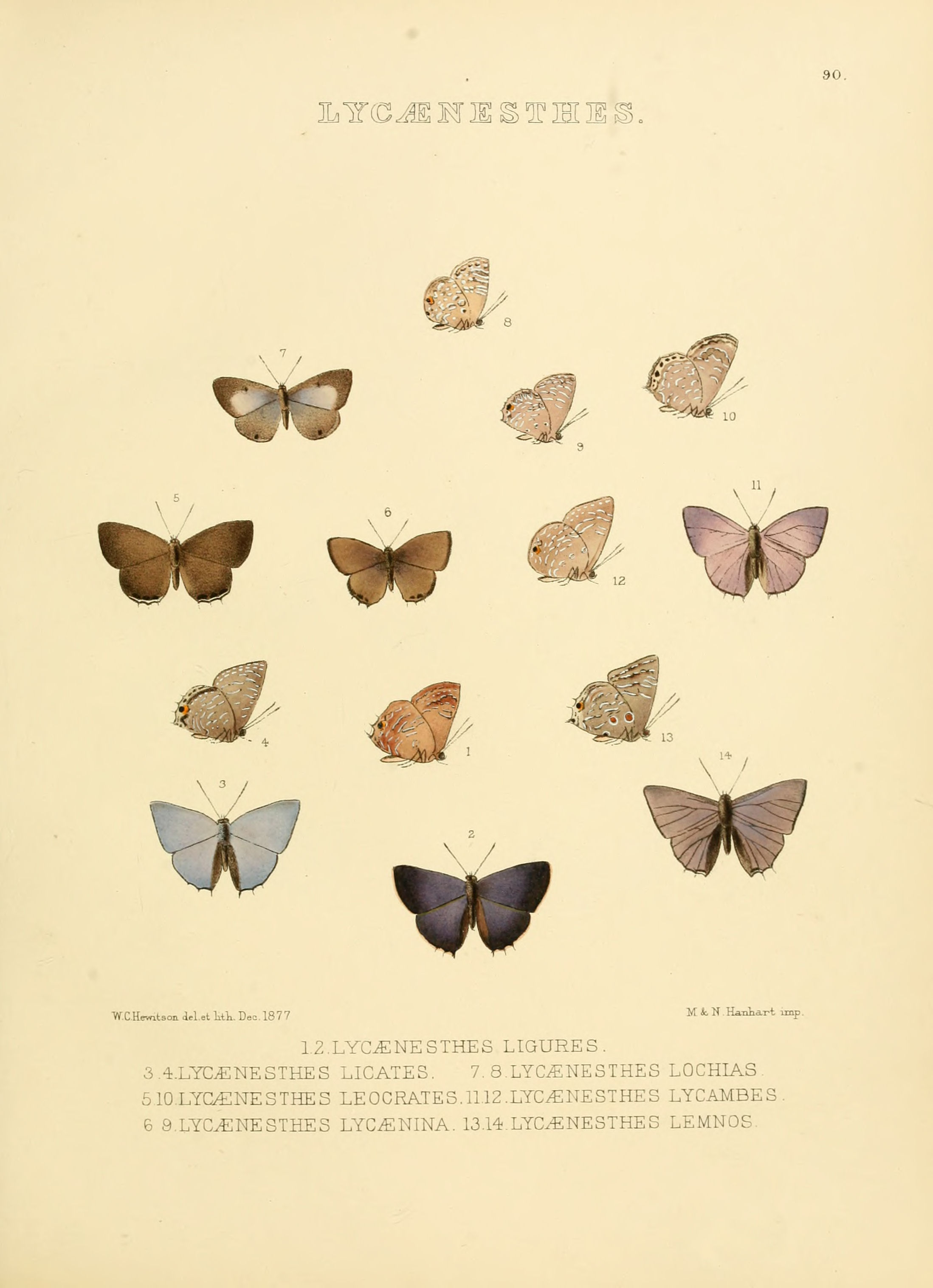